# Sewadjkare III
Sewadjkare III (còn được biết đến là Sewadjkare II) là một pharaon của Ai Cập thuộc vương triều thứ 14 trong thời kỳ Chuyển tiếp thứ Hai khoảng năm 1700 TCN. Vì là một vị vua của vương triều thứ 14, Sewadjkare III sẽ cai trị toàn bộ phía đông của khu vực đồng bằng châu thổ sông Nile từ Avaris và có thể là cả phía Tây khu vực đồng bằng châu thổ.

## Bằng chứng
Không có sự chứng thực đương thời nào của Sewadjkare III còn tồn tại cho tới ngày nay và vị pharaon này chỉ được chúng ta biết đến thông qua cuộn giấy cói Turin. Bản danh sách vua này được biên soạn vào đầu thời đại Ramesses từ những văn kiện cổ xưa và giữ vai trò là nguồn chính cho các vị vua thuộc thời kỳ Chuyển tiếp thứ hai. 
Tên prenomen của Sewadjkare III xuất hiện ở cột thứ 9, hàng thứ 6 của cuộn giấy cói này.

## Vị trí trong biên niên sử
Vị trí tương đối của Sewadjkare III nằm trong vương triều thứ 14 có phần chắc chắn là nhờ vào cuộn giấy cói Turin. Theo như bản danh sách vua này, Sewadjkare đã trị vì khoảng 1 năm, ông đã kế vị Merdjefare và được kế vị bởi Nebdjefare.
Đối lập với điều này, vị trí chắc chắn của Sewadjkare III trong biên niên sử lại đang được tranh luận. Theo các nhà Ai Cập học Kim Ryholt và Darrell Baker, Sewadjkare III là vị vua thứ 11 của vương triều thứ 14, trị vì khoảng 1 năm vào năm 1699 TCN. Tuy nhiên việc phục dựng lại giai đoạn đầu vương triều thứ 14 của Ryholt lại gây ra sự tranh cãi và những học giả khác như là Manfred Bietak và Jürgen von Beckerath, tin rằng vương triều này đã bắt đầu sớm hơn trước triều đại của Nehesy vào khoảng năm 1710 hơn là vào khoảng năm 1805 TCN theo như đề xuất của Ryholt. Trong trường hợp này, Sewadjkare III sẽ chỉ là vị vua thứ sáu của vương triều này.

## Đồng nhất
Có hai vị pharaon khác có cùng tên prenomen với Sewadjkare III và cùng trị vì trong thời kỳ Chuyển tiếp thứ Hai. Người đầu tiên trong số đó là Sewadjkare I trong giai đoạn đầu Vương triều thứ 13, khoảng năm 1781 TCN. Giống như Sewadjkare III, Sewadjkare I cũng chỉ được biết đến nhờ vào cuộn giấy cói Turin.
Vị pharaon còn lại cũng có cùng prenomen đó là Sewadjkare Hori II (cũng được biết đến là Hori II), ông ta trị vì vào giai đoạn gần cuối vương triều thứ 13, từ khoảng năm 1669 cho đến năm 1664 TCN.